# E.X. Troopers
E.X. Troopers (エクストルーパーズ?) è un videogioco d'azione sviluppato e pubblicato da Capcom nel 2012 per Nintendo 3DS e PlayStation 3. Spin-off della serie Lost Planet, è stato distribuito solamente in Giappone e non è stato localizzato in inglese per ragioni tecniche.
Nell'ottobre 2012 Satoru Iwata, presidente di Nintendo, ha intervistato i creatori di E.X. Troopers all'interno della serie Iwata Chiede.